# Nigel Patrick
Nigel Patrick (nascut Nigel Dennis Patrick Wemyss-Gorman; Londres, 2 de maig de 1912 – 21 de setembre de 1981) va ser una actor i director de cinema anglès nascut en una família d'actors de teatre.
Durant la dècada del 1940 i 1950 fou conegut pels seus papers com a líder simpàtic en pel·lícules britàniques encara que també va fer de galà. Va aparèixer a The Sound Barrier (aka, Breaking Through the Sound Barrier, 1952), sota la direcció de David Lean.

## Biografia
Era fill de Thomas Joseph Charles Aubrey Wemyss Gorman i l'actriu Dorothy Hilda Turner (1890–1969). Va fer el seu debut en escenari professional The Life Machine al Regent Theatre, King's Cross el 1932 després d'un període de repertori. Posteriorment va aparèixer en moltes obres d'èxit, entre elles Half a Crown (1934), Ringmaster (1935), Roulette (1935), The Lady of La Paz (1936) i Madmoiselle (1936). Va participar en la lloada George and Margaret (1937) al Wyndham's Theatre, de la que se'n van fer 799 representacions. Després va continuar a amb Tony Draws a Horse (1939) i Children to Bless You (1939).
La seva carrera d'actor fou interrompuda durant la Segona Guerra Mundial, durant la qual, com a tinent coronel dels King's Royal Rifle Corps, va combatre a l'Orient Mitjà, el nord d'Àfrica i Itàlia.
Després de la guerra va aparèixer a Morning Departure (1946) per televisió i a Fools Rush In, Tomorrow's Child (1946) i Noose (1947) a l'escenari.
Va aparèixer a les pel·lícules Spring in Park Lane (1948), Uneasy Terms (1948) i principalment Noose (1948) interpretant un estraperlista. Va fer una bona interpretació a Silent Dust (1948) i va guanyar estatus d'estrella a The Jack of Diamonds (1949), de la que en va coescriure el guió.
Va protagonitzar amb Patricia Roc The Perfect Woman (1949) i va tenir un paper clau en la versió cinematogràfica de Morning Departure (1950) (una part diferent a la que havia interpretat a televisió).
Patrick va ser un dels noms de Trio (1950) basada en les històries de W. Somerset Maugham i aparegué en la finançada per Hollywood Pandora and the Flying Dutchman (1951). Va interpretar el jove mestre a La versió Browning (1951) amb Michael Redgrave, i aparegué a la popular comèdia Young Wives' Tale (1951). Va tornar al món de Maugham amb Encore (1951) i a l'escenari amb Who Goes There! (1951).
Patrick va reprendre el seu paper a la versió cinematogràfica de Who Goes There! (1952) i va interpretar a un pilot de proves a la The Sound Barrier (1952). Va participar en Meet Me Tonight (1952) i The Pickwick Papers (1952). Degut principalment a The Sound Barrier, els exhibidors van votar Patrick com la setena estrella de cinema britànica més popular entre el públic el 1952.
Patrick participà a Grand National Night (1953) i va ser la novena estrella britànica més popular. Als escenaris va interpretar Escapade (1953) i Birthday Honours (1953).
L'any següent va fer Forbidden Cargo (1954) i va ser una de les nombroses estrelles britàniques a The Sea Shall Not Have Them (1954). Va acompanyar Richard Widmark a A Prize of Gold (1955) per Warwick Films,qui anuncià que Patrick els podria dirigir a l'escenari a In All Dishonesty. No va passar. En comptes, Patrick participà al a comèdia All for Mary (1955). A l'escenari va fer Green Room Rags (1954) i The Remarkable Mr. Pennypacker (1955).
Va tenir un paper protagonista a Raintree County (1957).
Per a Warwick Films, Patrick va interpretar i dirigir How to Murder a Rich Uncle (1957). Va aparèixer amb Jeffrey Hunter a Count Five and Die (1957) i a l'escenari a The Egg (1957). Patrick va fer una altra pel·lícula per Warwick però només com a actor, Conflicte íntim (1958), amb Jack Palance. A l'escenari va dirigir No Way to Kill (1958) i Not in the Book (1958) i va actuar i dirigir Pleasure of His Company (1959).
Va participar en Sapphire (1959), guanyador de la millor pel·lícula britànica als premis BAFTA de 1960. Va ser dirigida per Basil Dearden, qui va contractar Patrick a Objectiu: Banc d'Anglaterra (1960). Als escenaris va actuar i dirigir Settled Out of Court (1960).
Patrick va fer una altra per a Warwick com a actor, The Trials of Oscar Wilde (1960), i després Johnny Nobody (1961) com a director i actor. Va fer Zero One (1962–65) per televisió i protagonitzà el thriller The Informers (1963).
Patrick va aparèixer als escenaris amb The Schoolmistress (1964) i Present Laughter (1965) i va dirigir Past Imperfect (1964) i Present Laughter (1965) i l'obra d'Alan Ayckbourn Relatively Speaking (1967) al Duke of York's Theatre. També va aparèixer a les pel·lícules Battle of Britain (1969), The Virgin Soldiers (1969) i L'executor (1970). Va dirigir Avanti! (1968) a Broadway.
Altres aparicions als escenaris foren Best of Friends (1970), Reunion in Vienna (1971), Habeas Corpus (1974), The Pay Off (1974), Dear Daddy (1976) iPeter Pan (1978). També hi treballà com a director.

## Vida personal i mort
Es va casar amb l'actriu Beatrice Campbell a St James's, Spanish Place, Marylebone, Londres el 12 de gener de 1951. Ella va morir el 1979; ell va morir dos anys més tard de càncer de pulmó el 21 de setembre de 1981.

## Filmografia

### Com a actor
| - Mrs Pym of Scotland Yard (1940) - Richard Loddon - Spring in Park Lane (1948) - Mr. Bacon - Uneasy Terms (1948) - Lucien Donnelly - Noose (1948) - Bar Gorman - Silent Dust (1949) - Simon Rawley - The Jack of Diamonds (1949) - Alan Butler - The Perfect Woman (1949) - Roger Cadevinsh - Morning Departure (1950) - First Lieutenant Harry Manson - Trio (1950) - Max Kealada (Segment: "Mr. Know-All") - Pandora and the Flying Dutchman (1951) - Stephen Cameron - La versió Browning (The Browning Version) (1951) - Frank Hunter - Young Wives' Tale (1951) - Rodney Pennant - Encore (1951) - Tom Ramsay (Segment: "The Ant and the Grasshopper") - Who Goes There! (1952) - Miles Cornwall - The Sound Barrier (1952) - Tony Garthwaite - Meet Me Tonight (1952) - Toby Cartwrigth: Ways and Means - The Pickwick Papers (1952) - Mr. Jingle - Grand National Night (1953) - Gerald Coates - Forbidden Cargo (1954) - Insp. Michael Kenyon | - The Sea Shall Not Have Them (1954) - Flight Sgt. Singsby - Un premi d'or (A Prize of Gold) (1955) - Brian Hammell - All for Mary (1955) - Capt. Clive Norton - How to Murder a Rich Uncle (1957) - Henry - L'arbre de la vida (Raintree County) (1957) - Prof. Jerusalem Webster Stiles - Count Five and Die (1957) - Major Julien Howard - Conflicte íntim (The Man Inside) (1958) - Sam Carter - Sapphire (1959) - Superintendent Robert Hazard - Objectiu: Banc d'Anglaterra (The League of Gentlemen) (1960) - Race - The Trials of Oscar Wilde (1960) - Sir Edward Clarke - Johnny Nobody (1961) - Father Carey - The Informers (1963) - Chief Insp. John Edward Johnnoe - Battle of Britain (1969) - Group Captain Hope - The Virgin Soldiers (1969) - R.S.M. Raskin - L'executor (The Executioner) (1970) - Colonel Scott - Tales from the Crypt (1972) - Major William Rogers (segment 5 "Blind Alleys") - The Great Waltz (1972) - Johann Strauss Sr. - L'home de Mackintosh (The Mackintosh Man) (1973) - Soames-Trevelyan - Silver Bears (1978) - Financial Mediator (uncredited) |

### Com a director
- How to Murder a Rich Uncle (1957)
- Johnny Nobody (1961)

### Com a guionista
- The Jack of Diamonds (1949)

### Com a narrador
- Arrivederci Roma (1958)
- Goal! (1966)
- The Year of Sir Ivor (1969)

## Teatre

### Com a actor
| - The Life Machine (1932) - Half a Crown (1934) - Ringmaster (1935) - Roulette (1935) - The Lady of La Paz (1936) - Madmoiselle (1936) - George & Margaret (1937) - Tony Draws a Horse (1939) - Children to Bless You (1939) - Fools Rush In (1946) - To-morrow's Child (1946) - Noose (1947) - Who Goes There! (1951) - Escapade (1953) | - Birthday Honours (1953) - Green Room Rags (1954) - The Remarkable Mr. Pennypacker (1955) - The Egg (1957) - Pleasure of His Company (1959) - Settled Out of Court (1960) - The Schoolmistress (1964) - Present Laughter (1965) - Best of Friends (1970) - Reunion in Vienna (1971) - Habeas Corpus (1974) - The Pay Off (1974) - Dear Daddy (1976) - Peter Pan (1978) |